# Ajgyptos
Ajgyptos (także Egyptos; (gr. Αἴγυπτος Aígyptos, łac. Aegyptus) – w mitologii greckiej król Egiptu, syn Belosa i Anchinoe, brat Danaosa króla Argos na Peloponezie, ojciec pięćdziesięciu synów, którzy poślubili Danaidy, pięćdziesiąt córek jego brata Danaosa i zostali przez nie z rozkazu Danaosa zabici (z wyjątkiem Linkeusa) w noc poślubną.
Ajgyptos panował w kraju zwanym (od jego imienia) Egyptos. Od imienia Ajgyptosa Grecy wywodzili nazwę Egiptu, którą później przejęli Rzymianie, a po nich inne narody (oprócz arabskich), chociaż starożytni mieszkańcy Egiptu nie znali tego mitu i nazywali swój kraj "czarna ziemia" (Khēm, od którego pochodzi nazwa chemia), od koloru mułu pokrywającego dolinę Nilu.